# Фемтех
Фемтех (сокращение от английского female technology — технологии для женщин) — термин в информационных технологиях, объединяющий решения и стартапы, ориентированные на женское здоровье. К этой сфере относятся устройства и приложения, связанные с репродуктивным здоровьем женщины, контролем половой жизни, менструального цикла, фертильности, беременности и грудного вскармливания.

## Происхождение термина
Термин «фемтех» был придуман в 2016 году датской предпринимательницей Идой Тин, разработавшей мобильное приложение Clue для контроля менструального цикла и фертильности. Отрасль femtech охватывает средства гигиены, мобильные приложения, различные портативные гаджеты, медицинские устройства с подключением к интернету и управлением через смартфоны.

## Фемтех в России и СНГ
Драйверами развития фемтеха в России и СНГ являются развитие цифрового здравоохранения и рост спроса на телемедицинские услуги, рост популярности здорового образа жизни, вступление в возраст активного родительства поколения миллениалов, а также рост числа женщин, занятых в IT-сфере. В 2017 году Flo.Health Юрия Гурского привлек $5 млн от фонда Flint Capital и модели Натальи Водяновой, в 2019 году – $7,5 млн инвестиций от международных фондов с оценкой $230 млн. В 2020 году сервис amma pregnancy tracker привлек $200 тысяч инвестиций от Игоря Рыбакова по оценке $24,5 млн, а в 2021 году – $250 тысяч от фонда SOSV и $2 млн от группы российских инвесторов . В 2021 году Forbes включил amma pregnance tracker в список будущих "единорогов".

## Перспективы фемтех-рынка
По данным на 2021 год, международные исследования указывают на рост фемтех-рынка в перспективе ближайших лет:
- В 2021 году объем инвестиций в фемтех превысил $1 млрд[12]

- Исследование FemTech Industry 2021 оценивает объём рынка в $21,7 млрд [13]. По прогнозам экспертов, мировой рынок фемтеха будет в ближайшие годы расти в среднем на 15% в год, а к 2027 году практически утроится до $60 млрд. Драйверами развития для фемтех-сервисов выступят развивающиеся рынки — в том числе российский[11][14].

- Исследование Zion Market Research отмечает недостаток инвестиций в фемтех: к нему относится только 1,4% всех капиталовложений в области здравоохранения. В 2019 году доход игроков рынка составил $820 млн. По прогнозам экспертов, к 2030 году он составит $3 млрд при среднегодовом темпе роста в 12%[11][15].

В связи с пандемией коронавирусной инфекции в 2020 году и последовавшим ростом спроса на digital health выросла потребность в медицинской помощи, в том числе онлайн-консультаций, что также способствует росту популярности femtech-решений в современном мире.